# Nick Bätzner
Nick Bätzner (15 maart 2000) is een Duits voetballer die sinds 2020 uitkomt voor KV Oostende. Bätzner is een middenvelder.

## Clubcarrière
Bätzner ruilde de jeugdopleiding van FV Löchgau in 2012 voor die van VfB Stuttgart. Op 14 oktober 2018 speelde hij zijn eerste officiële competitiewedstrijd voor het B-elftal van de club, in de Regionalliga Südwest. In 2019 won hij met de U19 de DFB-Pokal der Junioren, nadat hij in de finale het RB Leipzig van trainer Alexander Blessin met 1-2 versloeg. In het seizoen 2019/20, toen Stuttgart B in de Oberliga uitkwam, was Bätzner er uitgegroeid tot een vaste waarde.  
In juli 2020 ondertekende hij een contract voor drie seizoenen met optie bij de Belgische eersteklasser KV Oostende. Met Alexander Blessin kwam hij er de coach tegen waarmee hij een jaar eerder de DFB-Pokal der Junioren won. Vanwege een enkelblessure, die hij opliep toen hij tijdens het klussen enkele stenen op zijn enkel kreeg, kon hij pas eind september 2020 zijn officiële debuut maken voor Oostende. Op 20 januari 2021 kreeg hij in de competitiewedstrijd tegen Club Brugge (2-1-verlies) zijn eerste basisplaats, mede vanwege de positieve coronatest van Kevin Vandendriessche. Bätzner greep vervolgens zijn kans ten nadele van Vandendriessche, die in januari 2021 reeds bekendmaakte dat hij na het seizoen zou overstappen naar KV Kortrijk.

## Clubstatistieken
| Seizoen         | Club             | Land               | Competitie                 | Competitie | Competitie | Beker | Beker | Supercup | Supercup | Europees | Europees | Totaal | Totaal |
| Seizoen         | Club             | Land               | Competitie                 | Wed.       | Dlp.       | Wed.  | Dlp.  | Wed.     | Dlp.     | Wed.     | Dlp.     | Wed.   | Dlp.   |
| --------------- | ---------------- | ------------------ | -------------------------- | ---------- | ---------- | ----- | ----- | -------- | -------- | -------- | -------- | ------ | ------ |
| 2018/19         | VfB Stuttgart II | Vlag van Duitsland | Regionalliga Südwest       | 1          | 0          | —     | —     | —        | —        | —        | —        | 1      | 0      |
| 2019/20         | VfB Stuttgart II | Vlag van Duitsland | Oberliga Baden-Württemberg | 21         | 4          | 4     | 1     | —        | —        | —        | —        | 25     | 5      |
| 2020/21         | KV Oostende      | Vlag van België    | Eerste klasse A            | 24         | 1          | 2     | 1     | —        | —        | —        | —        | 26     | 2      |
| 2021/22         | KV Oostende      | Vlag van België    | Eerste klasse A            | 30         | 2          | 2     | 0     | —        | —        | —        | —        | 32     | 2      |
| 2022/23         | KV Oostende      | Vlag van België    | Eerste klasse A            | 3          | 1          | 0     | 0     | —        | —        | —        | —        | 3      | 1      |
| Carrière totaal | Carrière totaal  | Carrière totaal    | Carrière totaal            | 79         | 8          | 8     | 2     | 0        | 0        | 0        | 0        | 87     | 10     |

Bijgewerkt op 12 augustus 2022.

## Interlandcarrière
Bätzner was in het verleden Duits jeugdinternational.